# Dolac na Lašvi
Dolac na Lašvi (Donji Dolac) je naseljeno mjesto u općini Travnik, Federacija Bosne i Hercegovine, BiH.

## Zemljopis
Nalazi se nizvodno od Travnika na rijeci Lašva, na magistralnoj cesti Travnik – Vitez – Lašva.
Sjedište je istoimene mjesne zajednice koju čine naselja Dolac, Donje Putićevo, Gornje Putićevo i Novo naselje.

## Stanovništvo

### 1991.
Nacionalni sastav stanovništva 1991. godine, bio je sljedeći:
ukupno: 504
- Hrvati – 324
- Muslimani – 61
- Srbi – 29
- Jugoslaveni – 79
- ostali, neopredijeljeni i nepoznato – 11

### 2013.
Nacionalni sastav stanovništva 2013. godine, bio je sljedeći:
ukupno: 456
- Bošnjaci – 257
- Hrvati – 178
- Srbi – 4
- ostali, neopredijeljeni i nepoznato – 17

## Kultura
U Docu se nalazi Dom kulture.

## Šport
- NK Lašva Dolac, bivši nogometni klub
- Župa Dolac kao svoj blagdan slavi Uznesenja Blažene Djevice Marije. Tim povodom održava se nogometni turnir "Župa Dolac - Putićevo".[5]